# Шкродский, Юзеф Кароль

Герб Топор

Юзеф Кароль Шкродский (пол. Józef Karol Skrodzki; 19 марта 1787, Бохоники на Гродненщине (ныне Подляское воеводство, Польши) — 15 мая 1832, Варшава) – польский физик, зоолог, педагог, профессор, доктор наук, второй ректор варшавского университета в 1831 году.

## Биография
Представитель шляхетского рода герба Топор. Родился в семье капитана королевской артиллерии.  Учился в гимназии пиаристов в Вильно. Затем на физико-математическом факультете Виленского университета под руководством профессора А. Снядецкого.
С 1807 - учитель физики в школах Литвы. В 1811 переехал в столицу Польши, где преподавал физику, химию и историю в Варшавском лицее. Через три года отправился на стажировку в берлинский университет, затем совершил поездку по Европе. В 1815 после пребывания в Англии и Голландии, несколько месяцев обучался в Париже. В следующем году вернулся на родину и продолжил преподавательскую деятельность в лицее Варшавы.
Активно участвовал в создании Варшавского университета. С 1818 — профессор, заведующий кафедрой физики университета.
Занимался реформой системы обучения физики, осуществил ряд нововведений. Одновременно с работой в университете, преподавал в Лесотехнической и Артиллерийской школах Варшавы.
В 1824 году, учитывая его заслуги перед наукой, без защиты диссертации ему было присвоено ученое звание доктора наук. 
В 1825 — член Политехнического совета под руководством С. Сташица, который заложил основы создания Варшавского политеха (ныне Варшавский политехнический университет).
В 1823–1829 — декан философского факультета. Во время Польского восстания 1830 года 10 января 1831 был избран ректором Варшавского университета. Сменил на этом посту многолетнего первого ректора Войцеха Швейковского.
После подавления восстания и взятия Варшавы русскими войсками, царские власти не признали этот выбор и 19 ноября 1831 года закрыли университет на 26 лет.
Умер в Варшаве в 1832 году и похоронен на кладбище Старые Повонзки.

## Избранные научные труды
- Rozprawa o trąbie powietrzney (1821)
- Rapport o doświadczeniu z żelaznym łańcuchem (1821)
- O fenomenach elektromagnetycznych (1821)
- O wpływie elektromotora Volty na igłę magnesową (1821)
- O budowie łańcuchów elektrycznych Wolty i o fenomenach elektromagnetycznych (1822)
- O oporze ciał względem elektryczności i o nowym sposobie p. Rousseau mierzenia tego oporu (1824)
- O mierzeniu sił elektrodynamicznych i o dochodzeniu za ich pomoc temperatury płomienia (1830) и др.